# Wahlkreis Lahn-Dill II
Der Wahlkreis Lahn-Dill II (Wahlkreis 17) ist einer von zwei Landtagswahlkreisen im hessischen Lahn-Dill-Kreis. Der Wahlkreis umfasst die Städte Aßlar, Braunfels, Hohenahr, Hüttenberg, Lahnau, Leun, Schöffengrund, Solms und Wetzlar.
Wahlberechtigt waren bei der letzten Landtagswahl 94.711 der rund 132.000 Einwohner. Geografisch deckt der Wahlkreis den Südosten des Lahn-Dill-Kreises um die Kreisstadt Wetzlar ab.
Der Wahlkreis Lahn-Dill II wurde am 1. Januar 1983 eingerichtet und blieb seitdem in seiner Zusammensetzung unverändert. Bis Ende 1982 gehörten Aßlar (mit Werdorf), Hohenahr (mit Altenkirchen und Mudersbach), die heutigen Lahnauer Ortsteile Atzbach, Dorlar nebst Waldgirmes, Leun, die heute zu Solms zählenden Orte Albshausen, Niederbiel und Oberbiel und Wetzlar (mit Dutenhofen, Garbenheim, Hermannstein, Münchholzhausen und Naunheim) zum alten Wahlkreis 17, Braunfels, Hüttenberg (mit Reiskirchen, Schwingbach und Volpertshausen), Schöffengrund, Solms (ohne Albshausen, Nieder- und Oberbiel), Waldsolms sowie Wetzlar-Nauborn dagegen zum vorherigen Wahlkreis 18.

## Wahl 2023
| Landtagswahl in Hessen 2023 – WK Lahn-Dill IIZweitstimmen %403020100 34,7 %23,4 %15,3 %11,3 %4,1 %4,0 %2,3 %1,6 %1,1 %2,3 % CDUAfDSPDGrüneFDPFWLinkeTierschutzPARTEISonst.Gewinne und Verlusteim Vergleich zu 2018 %p 10 8 6 4 2 0 −2 −4 −6 −8+6,8 %p+8,3 %p−6,2 %p−5,3 %p−2,4 %p+0,5 %p−2,7 %p+0,7 %p± 0,0 %p+0,5 %pCDUAfDSPDGrüneFDPFWLinkeTierschutzPARTEISonst. |

| Gegenstand der Nachweisung | Gegenstand der Nachweisung | Erst- stimmen | Erst- stimmen | Zweit- stimmen | Zweit- stimmen |
| Bewerber                   | Partei                     | Anzahl        | %             | Anzahl         | %              |
| -------------------------- | -------------------------- | ------------- | ------------- | -------------- | -------------- |
| Wahlberechtigte            | Wahlberechtigte            | 93.137        | 93.137        | 93.137         | 93.137         |
| Wähler                     | Wähler                     | 60.453        | 60.453        | 60.453         | 64,9           |
| Ungültige Stimmen          | Ungültige Stimmen          | 994           | 1,6           | 859            | 1,4            |
| Gültige Stimmen            | Gültige Stimmen            | 59.459        | 98,4          | 59.594         | 98,6           |
| davon                      |                            |               |               |                |                |
| Frank Steinraths           | CDU                        | 20.978        | 35,3          | 20.684         | 34,7           |
| Emely Green                | GRÜNE                      | 6.338         | 10,7          | 6.708          | 11,3           |
| Cirsten Kunz               | SPD                        | 10.221        | 17,2          | 9.091          | 15,3           |
| Willi Wagner               | AfD                        | 13.681        | 23.0          | 13.942         | 23,4           |
| Matthias Büger             | FDP                        | 2.602         | 4,4           | 2.434          | 4,1            |
| Christiane Ohnacker        | Die Linke                  | 1.586         | 2,7           | 1.359          | 2,3            |
| Felix Müller               | Freie Wähler               | 2.993         | 5,0           | 2.390          | 4,0            |
|                            | Tierschutzpartei           |               |               | 950            | 1,6            |
| Julian Prescher            | Die PARTEI                 | 1.060         | 1,8           | 637            | 1,1            |
|                            | Piraten                    |               |               | 189            | 0,3            |
|                            | ÖDP                        | 116           | 0,2           |                |                |
|                            | P. f. schulm. Verjf.       | 37            | 0,1           |                |                |
|                            | V-Partei³                  | 178           | 0,3           |                |                |
|                            | PdH                        | 74            | 0,1           |                |                |
|                            | ABG                        | 94            | 0,2           |                |                |
|                            | APPD                       | 31            | 0,1           |                |                |
|                            | Basis                      | 271           | 0,5           |                |                |
|                            | DKP                        | 49            | 0,1           |                |                |
|                            | DIE NEUE MITTE             | 24            | 0,0           |                |                |
|                            | Volt                       | 229           | 0,4           |                |                |
|                            | Klimaliste                 | 107           | 0,2           |                |                |

## Wahl 2018
| Gegenstand der Nachweisung | Gegenstand der Nachweisung | Wahlkreis- stimmen | Wahlkreis- stimmen | Landes- stimmen | Landes- stimmen |
| Kreiswahlbewerber/in       | Partei                     | Anzahl             | %                  | Anzahl          | %               |
| -------------------------- | -------------------------- | ------------------ | ------------------ | --------------- | --------------- |
| Wahlberechtigte            | Wahlberechtigte            | 98.085             | 100,0              | 98.085          | 100,0           |
| Wähler                     | Wähler                     | 61.638             | 62,8               | 61.638          | 62,8            |
| Ungültige Stimmen          | Ungültige Stimmen          | 1.488              | 2,4                | 1.278           | 2,1             |
| Gültige Stimmen            | Gültige Stimmen            | 60.150             | 100,0              | 60.360          | 100,0           |
| davon                      |                            |                    |                    |                 |                 |
| Frank Steinraths           | CDU                        | 17.447             | 29,0               | 16.858          | 27,9            |
| Cirsten Kunz               | SPD                        | 14.119             | 23,5               | 12.938          | 21,4            |
| Caroline Krohn             | GRÜNE                      | 9.304              | 15,5               | 10.030          | 16,6            |
| Bernd Hannemann            | LINKE                      | 2.575              | 4,3                | 3.011           | 5,0             |
| Matthias Büger             | FDP                        | 4.176              | 6,9                | 3.974           | 6,6             |
| Willi Wagner               | AfD                        | 9.042              | 15,0               | 9.167           | 15,2            |
| –                          | PIRATEN                    | x                  | x                  | 188             | 0,3             |
| Sascha Skopko              | FREIE WÄHLER               | 2.558              | 4,3                | 2.099           | 3,5             |
| –                          | NPD                        | x                  | x                  | 219             | 0,4             |
| Christopher-Ray Lenz       | Die PARTEI                 | 926                | 1,5                | 626             | 1,0             |
| –                          | ÖDP                        | x                  | x                  | 121             | 0,2             |
| –                          | Die Grauen                 | x                  | x                  | 84              | 0,1             |
| –                          | BüSo                       | x                  | x                  | 10              | 0,0             |
| –                          | AD-Demokraten              | x                  | x                  | 71              | 0,1             |
| –                          | Bündnis C                  | x                  | x                  | 106             | 0,2             |
| –                          | BGE                        | x                  | x                  | 52              | 0,1             |
| –                          | Die Violetten              | x                  | x                  | 46              | 0,1             |
| –                          | LKR                        | x                  | x                  | 22              | 0,0             |
| –                          | Menschliche Welt           | x                  | x                  | 20              | 0,0             |
| –                          | Die Humanisten             | x                  | x                  | 41              | 0,1             |
| –                          | Gesundheitsforschung       | x                  | x                  | 71              | 0,1             |
| –                          | Tierschutzpartei           | x                  | x                  | 559             | 0,9             |
| –                          | V-Partei³                  | x                  | x                  | 47              | 0,1             |

Neben dem erstmals direkt gewählten Wahlkreisabgeordneten Frank Steinraths (CDU) wurde der FDP-Direktkandidat Matthias Büger über die Landesliste seiner Partei in den Landtag gewählt.

## Wahl 2013
| Gegenstand der Nachweisung | Gegenstand der Nachweisung | Wahlkreis- stimmen | Wahlkreis- stimmen | Landes- stimmen | Landes- stimmen |
| Kreiswahlbewerber/in       | Partei                     | Anzahl             | %                  | Anzahl          | %               |
| -------------------------- | -------------------------- | ------------------ | ------------------ | --------------- | --------------- |
| Wahlberechtigte            | Wahlberechtigte            | 98.975             | 100,0              | 98.975          | 100,0           |
| Wähler                     | Wähler                     | 69.011             | 69,7               | 69.011          | 69,7            |
| Ungültige Stimmen          | Ungültige Stimmen          | 2.683              | 3,9                | 2.085           | 3,0             |
| Gültige Stimmen            | Gültige Stimmen            | 66.328             | 100,0              | 66.926          | 100,0           |
| davon                      |                            |                    |                    |                 |                 |
| Hans-Jürgen Irmer          | CDU                        | 31.378             | 47,3               | 26.781          | 40,0            |
| Murat Polat                | SPD                        | 22.223             | 33,5               | 21.879          | 32,7            |
| Matthias Büger             | FDP                        | 2.149              | 3,2                | 2.818           | 4,2             |
| Mürvet Öztürk              | GRÜNE                      | 5.088              | 7,7                | 5.582           | 8,3             |
| Bernd Hannemann            | LINKE                      | 3.626              | 5,5                | 3.240           | 4,8             |
|                            | FREIE WÄHLER               | x                  | x                  | 1.069           | 1,6             |
|                            | NPD                        | x                  | x                  | 1.013           | 1,5             |
|                            | REP                        | x                  | x                  | 120             | 0,2             |
| Andrea Vorländer           | PIRATEN                    | 1.864              | 2,8                | 1.244           | 1,9             |
|                            | BüSo                       | x                  | x                  | 36              | 0,1             |
|                            | ADd                        | x                  | x                  | 111             | 0,2             |
|                            | Die Grauen                 | x                  | x                  | 44              | 0,1             |
|                            | AfD                        | x                  | x                  | 2.560           | 3,8             |
|                            | AVIP                       | x                  | x                  | 44              | 0,1             |
|                            | LUPe                       | x                  | x                  | 11              | 0,0             |
|                            | ÖDP                        | x                  | x                  | 88              | 0,1             |
|                            | Die PARTEI                 | x                  | x                  | 259             | 0,4             |
|                            | PSG                        | x                  | x                  | 27              | 0,0             |

Neben Hans-Jürgen Irmer als Gewinner des Direktmandats ist aus dem Wahlkreis noch Mürvet Öztürk über die Landesliste in den Landtag eingezogen.

## Wahl 2009
| Gegenstand der Nachweisung | Gegenstand der Nachweisung | Wahlkreis- stimmen | Wahlkreis- stimmen | Landes- stimmen | Landes- stimmen |
| Bewerber                   | Partei                     | Anzahl             | %                  | Anzahl          | %               |
| -------------------------- | -------------------------- | ------------------ | ------------------ | --------------- | --------------- |
| Wahlberechtigte            | Wahlberechtigte            | 99.434             | 100,0              | 99.434          | 100,0           |
| Wähler                     | Wähler                     | 56.282             | 56,6               | 56.282          | 56,6            |
| Ungültige Stimmen          | Ungültige Stimmen          | 1.780              | 3,2                | 1.577           | 2,8             |
| Gültige Stimmen            | Gültige Stimmen            | 54.502             | 100,0              | 54.705          | 100,0           |
| davon                      |                            |                    |                    |                 |                 |
| Hans-Jürgen Irmer          | CDU                        | 23.111             | 42,4               | 20.486          | 37,4            |
| Elke Künholz               | SPD                        | 18.309             | 33,6               | 14.357          | 26,2            |
| Matthias Büger             | FDP                        | 6.290              | 11,5               | 8.262           | 15,1            |
| Mürvet Öztürk              | GRÜNE                      | 4.041              | 7,4                | 6.288           | 11,5            |
| Nerman Göktas              | LINKE                      | 2.002              | 3,7                | 2.649           | 4,8             |
|                            | REP                        | –                  | –                  | 199             | 0,4             |
|                            | FREIE WÄHLER               | –                  | –                  | 1417            | 2,6             |
| Dirk Waldschmidt           | NPD                        | 749                | 1,4                | 665             | 1,2             |
|                            | PIRATEN                    | –                  | –                  | 306             | 0,6             |
|                            | BüSo                       | –                  | –                  | 76              | 0,1             |

Neben Hans-Jürgen Irmer als Gewinner des Direktmandats sind aus dem Wahlkreis noch Matthias Büger und Mürvet Öztürk über die Landeslisten in den Landtag eingezogen.

## Wahl 2008
| Gegenstand der Nachweisung | Gegenstand der Nachweisung | Wahlkreis- stimmen | Wahlkreis- stimmen | Landes- stimmen | Landes- stimmen |
| Bewerber                   | Partei                     | Anzahl             | %                  | Anzahl          | %               |
| -------------------------- | -------------------------- | ------------------ | ------------------ | --------------- | --------------- |
| Wahlberechtigte            | Wahlberechtigte            | 99.568             | 100,0              | 99.568          | 100,0           |
| Wähler                     | Wähler                     | 60.674             | 60,9               | 60.674          | 60,9            |
| Ungültige Stimmen          | Ungültige Stimmen          | 1.505              | 2,5                | 1.353           | 2,2             |
| Gültige Stimmen            | Gültige Stimmen            | 59.169             | 100,0              | 59.321          | 100,0           |
| davon                      |                            |                    |                    |                 |                 |
| Hans-Jürgen Irmer          | CDU                        | 22.888             | 38,7               | 21.617          | 36,4            |
| Elke Künholz               | SPD                        | 25.049             | 42,3               | 23.597          | 39,8            |
| Mürvet Öztürk              | GRÜNE                      | 2.430              | 4,1                | 3.139           | 5,3             |
| Matthias Büger             | FDP                        | 3.948              | 6,7                | 4.968           | 8,4             |
| Frank Diederich            | REP                        | 493                | 0,8                | 335             | 0,6             |
|                            | Die Tierschutzpartei       | –                  | –                  | 311             | 0,5             |
|                            | BüSo                       | –                  | –                  | 10              | 0,0             |
|                            | PSG                        | –                  | –                  | 33              | 0,1             |
|                            | Volksabstimmung            | –                  | –                  | 45              | 0,1             |
|                            | GRAUE                      | –                  | –                  | 87              | 0,1             |
| Nerman Göktas              | LINKE                      | 2.013              | 3,4                | 2.953           | 5,0             |
|                            | Die Violetten              | –                  | –                  | 36              | 0,1             |
| Albert Otten               | FAMILIE                    | 323                | 0,5                | 243             | 0,4             |
| Ralf Jeschke               | FREIE WÄHLER               | 1.334              | 2,3                | 979             | 1,7             |
| Dirk Waldschmidt           | NPD                        | 691                | 1,2                | 775             | 1,3             |
|                            | PIRATEN                    | –                  | –                  | 150             | 0,3             |
|                            | UB                         | –                  | –                  | 43              | 0,1             |

## Wahl 2003
| Gegenstand der Nachweisung | Gegenstand der Nachweisung | Wahlkreis- stimmen | Wahlkreis- stimmen | Landes- stimmen | Landes- stimmen |
| Bewerber                   | Partei                     | Anzahl             | %                  | Anzahl          | %               |
| -------------------------- | -------------------------- | ------------------ | ------------------ | --------------- | --------------- |
| Wahlberechtigte            | Wahlberechtigte            | 98.849             | 100,0              | 98.849          | 100,0           |
| Wähler                     | Wähler                     | 62.214             | 62,9               | 62.214          | 62,9            |
| Ungültige Stimmen          | Ungültige Stimmen          | 1.410              | 2,3                | 1.348           | 2,2             |
| Gültige Stimmen            | Gültige Stimmen            | 60.804             | 100,0              | 60.866          | 100,0           |
| davon                      |                            |                    |                    |                 |                 |
| Hans-Jürgen Irmer          | CDU                        | 31.603             | 52,0               | 29.849          | 49,0            |
| Gerhard Bökel              | SPD                        | 22.276             | 36,6               | 19.299          | 31,7            |
| Carmen Zühlsdorf           | GRÜNE                      | 2.817              | 4,6                | 4.399           | 7,2             |
| Matthias Büger             | FDP                        | 3.099              | 5,1                | 4.656           | 7,6             |
| Michael Welsch             | REP                        | 1.009              | 1,7                | 874             | 1,4             |
|                            | Die Tierschutzpartei       | –                  | –                  | 412             | 0,7             |
|                            | DIE FRAUEN                 | –                  | –                  | 167             | 0,3             |
|                            | PBC                        | –                  | –                  | 322             | 0,5             |
|                            | DKP                        | –                  | –                  | 98              | 0,2             |
|                            | ödp                        | –                  | –                  | 53              | 0,1             |
|                            | BüSo                       | –                  | –                  | 16              | 0,0             |
|                            | FAG Hessen                 | –                  | –                  | 83              | 0,1             |
|                            | PSG                        | –                  | –                  | 19              | 0,0             |
|                            | Schill                     | –                  | –                  | 619             | 1,0             |

## Wahl 1999
| Gegenstand der Nachweisung | Gegenstand der Nachweisung | Wahlkreis- stimmen | Wahlkreis- stimmen | Landes- stimmen | Landes- stimmen |
| Bewerber                   | Partei                     | Anzahl             | %                  | Anzahl          | %               |
| -------------------------- | -------------------------- | ------------------ | ------------------ | --------------- | --------------- |
| Wahlberechtigte            | Wahlberechtigte            | 98.005             | 100,0              | 98.005          | 100,0           |
| Wähler                     | Wähler                     | 63.485             | 64,8               | 63.485          | 64,8            |
| Ungültige Stimmen          | Ungültige Stimmen          | 1.003              | 1,6                | 1.005           | 1,6             |
| Gültige Stimmen            | Gültige Stimmen            | 62.482             | 100,0              | 62.480          | 100,0           |
| davon                      |                            |                    |                    |                 |                 |
| Hans-Jürgen Irmer          | CDU                        | 29.183             | 46,7               | 27.624          | 44,2            |
| Heinz Rauber               | SPD                        | 26.220             | 42,0               | 24.846          | 39,8            |
| Gudrun Borchers            | GRÜNE                      | 2.363              | 3,8                | 3.138           | 5,0             |
| Irmtrud Rinn               | F.D.P.                     | 2.504              | 4,0                | 3.192           | 5,1             |
| Michael Welsch             | REP                        | 1.417              | 2,3                | 1.522           | 2,4             |
|                            | Die Tierschutzpartei       | –                  | –                  | 292             | 0,5             |
|                            | DIE FRAUEN                 | –                  | –                  | 121             | 0,2             |
|                            | PASS                       | –                  | –                  | 32              | 0,1             |
|                            | DKP                        | –                  | –                  | 84              | 0,1             |
|                            | BüSo                       | –                  | –                  | 15              | 0,0             |
|                            | FWG                        | –                  | –                  | 608             | 1,0             |
| Rosemarie Rassl            | PBC                        | 220                | 0,4                | 248             | 0,4             |
|                            | DHP                        | –                  | –                  | 8               | 0,0             |
|                            | NATURGESETZ                | –                  | –                  | 31              | 0,0             |
|                            | ödp                        | –                  | –                  | 52              | 0,1             |
| Jörg Braun                 | NPD                        | 471                | 0,8                | 590             | 0,9             |
| Erhardt-Walter Kühn        | BFB-Die Offensive          | 104                | 0,2                | 77              | 0,1             |

## Wahl 1995
| Gegenstand der Nachweisung | Gegenstand der Nachweisung | Wahlkreis- stimmen | Wahlkreis- stimmen | Landes- stimmen | Landes- stimmen |
| Bewerber                   | Partei                     | Anzahl             | %                  | Anzahl          | %               |
| -------------------------- | -------------------------- | ------------------ | ------------------ | --------------- | --------------- |
| Wahlberechtigte            | Wahlberechtigte            | 97.230             | 100,0              | 97.230          | 100,0           |
| Wähler                     | Wähler                     | 59.873             | 61,6               | 59.873          | 61,6            |
| Ungültige Stimmen          | Ungültige Stimmen          | 1.556              | 2,6                | 1.469           | 2,5             |
| Gültige Stimmen            | Gültige Stimmen            | 58.317             | 100,0              | 58.404          | 100,0           |
| davon                      |                            |                    |                    |                 |                 |
| Heinz Rauber               | SPD                        | 26.634             | 45,7               | 25.357          | 43,4            |
| Hans-Jürgen Irmer          | CDU                        | 22.735             | 39,0               | 21.165          | 36,2            |
| Marion Förster             | GRÜNE                      | 4.335              | 7,4                | 5.150           | 8,8             |
| Joachim Schmidt            | F.D.P.                     | 2.809              | 4,8                | 4.360           | 7,5             |
|                            | ÖDP                        | –                  | –                  | 97              | 0,2             |
|                            | GRAUE                      | –                  | –                  | 125             | 0,2             |
| Michael Welsch             | REP                        | 929                | 1,6                | 941             | 1,6             |
|                            | Solidarität                | –                  | –                  | 6               | 0,0             |
|                            | APD                        | –                  | –                  | 107             | 0,2             |
|                            | DKP                        | –                  | –                  | 52              | 0,1             |
| Karl-Ernst Zutt            | NPD                        | 581                | 1,0                | 468             | 0,8             |
|                            | DHP                        | –                  | –                  | 47              | 0,1             |
|                            | f.NEP                      | –                  | –                  | 33              | 0,1             |
|                            | NATURGESETZ                | –                  | –                  | 56              | 0,1             |
|                            | BFB                        | –                  | –                  | 97              | 0,2             |
| Friedhelm Kretzer          | PBC                        | 294                | 0,5                | 275             | 0,5             |
|                            | STATT Partei               | –                  | –                  | 68              | 0,1             |

## Wahl 1991
| Gegenstand der Nachweisung | Gegenstand der Nachweisung | Wahlkreis- stimmen | Wahlkreis- stimmen | Landes- stimmen | Landes- stimmen |
| Bewerber                   | Partei                     | Anzahl             | %                  | Anzahl          | %               |
| -------------------------- | -------------------------- | ------------------ | ------------------ | --------------- | --------------- |
| Wahlberechtigte            | Wahlberechtigte            | 95.561             | 100,0              | 95.561          | 100,0           |
| Wähler                     | Wähler                     | 64.166             | 67,1               | 64.166          | 67,1            |
| Ungültige Stimmen          | Ungültige Stimmen          | 1.353              | 2,1                | 1.231           | 1,9             |
| Gültige Stimmen            | Gültige Stimmen            | 62.813             | 100,0              | 62.935          | 100,0           |
| davon                      |                            |                    |                    |                 |                 |
| Hans-Jürgen Irmer          | CDU                        | 24.444             | 38,9               | 22.649          | 36,0            |
| Wolfgang Müller            | SPD                        | 30.989             | 49,3               | 29.376          | 46,7            |
| Klaus Hugo                 | GRÜNE                      | 3.662              | 5,8                | 4.527           | 7,2             |
| Joachim Schmidt            | F.D.P.                     | 3.718              | 5,9                | 4.629           | 7,4             |
|                            | REP                        | –                  | –                  | 1.107           | 1,8             |
|                            | DIE GRAUEN                 | –                  | –                  | 273             | 0,4             |
|                            | ÖDP                        | –                  | –                  | 142             | 0,2             |
|                            | PBC                        | –                  | –                  | 232             | 0,4             |

## Wahl 1987
|                   | Partei            | Anzahl | %     |
| ----------------- | ----------------- | ------ | ----- |
| Wahlberechtigte   | Wahlberechtigte   | 92.616 | 100,0 |
| Wähler            | Wähler            | 72.675 | 78,5  |
| Ungültige Stimmen | Ungültige Stimmen | 634    | 0,9   |
| Gültige Stimmen   | Gültige Stimmen   | 72.041 | 100,0 |
| davon             |                   |        |       |
| Wolfgang Müller   | SPD               | 33.157 | 46,0  |
| Hans-Jürgen Irmer | CDU               | 27.498 | 38,2  |
| Werner Brans      | F.D.P.            | 5.689  | 7,9   |
| Margarete Zeiser  | GRÜNE             | 5.484  | 7,6   |
| Wolfgang Huehn    | DKP               | 213    | 0,3   |

## Wahl 1983
|                   | Partei            | Anzahl | %     |
| ----------------- | ----------------- | ------ | ----- |
| Wahlberechtigte   | Wahlberechtigte   | 90.339 | 100,0 |
| Wähler            | Wähler            | 75.132 | 83,2  |
| Ungültige Stimmen | Ungültige Stimmen | 560    | 0,7   |
| Gültige Stimmen   | Gültige Stimmen   | 74.572 | 100,0 |
| davon             |                   |        |       |
| Hans-Jürgen Irmer | CDU               | 27.057 | 36,3  |
| Gerhard Bökel     | SPD               | 38.223 | 51,3  |
| Klaus Hugo        | GRÜNE             | 3.282  | 4,4   |
| Werner Brans      | F.D.P.            | 5.488  | 7,4   |
| Hermann Ulm       | DKP               | 154    | 0,2   |
| Manfred Throl     | LD                | 296    | 0,4   |
| Reinhard Schmidt  | DS                | 72     | 0,1   |

## Bisherige Wahlkreissieger
Direkt gewählte Abgeordnete des Wahlkreises Lahn-Dill II waren:
| Jahr | Direktkandidat    | Partei | Stimmen in % |
| ---- | ----------------- | ------ | ------------ |
| 2023 | Frank Steinraths  | CDU    | 34,7         |
| 2018 | Frank Steinraths  | CDU    | 29,0         |
| 2013 | Hans-Jürgen Irmer | CDU    | 47,3         |
| 2009 | Hans-Jürgen Irmer | CDU    | 42,4         |
| 2008 | Elke Künholz      | SPD    | 42,3         |
| 2003 | Hans-Jürgen Irmer | CDU    | 52,0         |
| 1999 | Hans-Jürgen Irmer | CDU    | 46,7         |
| 1995 | Heinz Rauber      | SPD    | 45,7         |
| 1991 | Wolfgang Müller   | SPD    | 49,3         |
| 1987 | Wolfgang Müller   | SPD    | 46,0         |
| 1983 | Gerhard Bökel     | SPD    | 51,3         |